# عبيد الله القواريري
عبيد الله بن عمر بن ميسرة أبو سعيد الجشمي مولاهم البصري القواريري الزجاج، (152 هـ - 12 ذو الحجة 235 هـ) محدث نزيل بغداد. ولد سنة اثنتين وخمسين ومائة، قال أحمد بن سيار: لم أر في جميع من رأيت مثل مسدد بالبصرة، والقواريري ببغداد، وصدقة بن الفضل بمرو.

## في محنة خلق القرآن
امتُحن القواريري في محنة خلق القرآن في عهد المأمون، حيث قام الوالي إسحاق بن إبراهيم، فأحضر المحدثين والفقهاء والمفتين، وفيهم أحمد بن حنبل، وأنذرهم بالعقوبة الصارمة والعذاب العتيد إن لم يقروا بما طلب منهم، ويحكموا بالحكم الذي ارتآه المأمون من غير تردد أو مراجعة، فنطقوا جميعاً بما طلب منهم وأعلنوا اعتناق ذلك المذهب إلا أربعة منهم أصروا على موقفهم إصراراً جريئاً، وهم: أحمد بن حنبل، ومحمد بن نوح، والقواريري، وسجادة، فشُدوا في الوثاق، وكبلوا بالحديد، وباتوا ليلتهم مصفدين في الأغلال، فلما كان الغد أجاب سجادة إسحاق فيما يدعو إليه، فخلوا عنه وفكوا قيوده، واستمر الباقون على حالهم، وفي اليوم التالي، أعيد السؤال عليهم، وطلب الجواب إليهم، فخارت نفس القواريري وأجابهم إلى ما طلبوا ففكوا قيوده.

## روايته للحديث النبوي
- حدث عن: حماد بن زيد، وعبد الوارث، وجعفر بن سليمان، وعبد الواحد بن زياد، ومعاوية بن عبد الكريم، وعبد العزيز الدراوردي، وفضيل بن سليمان، وبشر بن المفضل، وخالد بن الحارث، وغندر، والفضيل بن عياض، وأبي عوانة، ويزيد بن زريع، وعبد الله بن جعفر المخرمي، وسفيان بن عيينة، ويوسف بن الماجشون، وهشيم بن بشير، ويحيى بن أبي زائدة، وعثمان بن عمر العبدي، وخلق كثير.
- حدث عنه: البخاري، ومسلم، وأبو داود، وأبو زرعة الرازي، وإبراهيم الحربي، وأبو حاتم الرازي، وعبد الله بن أحمد بن حنبل، وبقي بن مخلد، وجعفر الفريابي، وأبو يعلى الموصلي، وأبو بكر أحمد بن علي المروزي، وصالح بن محمد جزرة، وخلق سواهم.
- الجرح والتعديل: قال أبو حاتم الرازي: صدوق. وقال أحمد بن شعيب النسائي: ثقة. وقال أحمد بن صالح الجيلي: ثقة. وقال ابن حجر العسقلاني: ثقة ثبت. وقال صالح بن محمد جزرة: ثقة صدوق. وقال عبد الباقي بن قانع البغدادي: ثقة ثبت. وقال محمد بن سعد البغدادي كاتب الواقدي: ثقة. وقال مسلمة بن القاسم الأندلسي: ثقة. وقال يحيى بن معين: ثقة.[1]